# Carabus stscheglowi
Carabus stscheglowi es una especie de insecto adéfago del género Carabus, familia Carabidae. Fue descrita científicamente por Mannerheim en 1827.
Habita en Rusia y Ucrania. Los machos y las hembras miden unos 20 milímetros (0,79 pulgadas) de largo.